# Поилка
Поилка е устройство за подаване на вода за пиене от селскостопански животни, пчели или домашни любимци, обикновено гризачи и птици. В поилката освен прясна вода могат да се подават за пиене и ветеринарномедицински препарати с профилактична или лечебна цел разтворени във водата. Поилката се поставя на достъпно място, откъдето животното може спокойно да пие вода. При животните отгреждани в клетки или аквариуми поилката се закрепва за стените.
Автопоилка или автоматична поилка е съоръжение за поене на селскостопански животни без да се ангажира човешки труд при осигуряване на вода за животните. Състои се от поилна чаша с капак, клапанов механизъм и педал. При натиск на муцуната, езика или човката водата изтича под налягане. Водата се впръсква директно в устата (свине) или попада в поилната чаша, откъдето бива изпита (говеда).
- Кокошки, пиещи вода от висящи поилки
- Поилка за гризачи
- Автоматична поилка за говеда
- Корито за поене на свине в кочина